# 前1720年代
| 千纪： | 前2千纪 |
| 世纪： | 前19世纪 \| 前18世纪 \| 前17世纪                                                                                     |
| 年代： | 前1750年代 \| 前1740年代 \| 前1730年代 \| 前1720年代 \| 前1710年代 \| 前1700年代 \| 前1690年代                       |
| 年份： | 前1729年 \| 前1728年 \| 前1727年 \| 前1726年 \| 前1725年 \| 前1724年 \| 前1723年 \| 前1722年 \| 前1721年 \| 前1720年 |

## 重要事件及趋势
- 公元前1720年，喜克索斯人入侵并征服埃及，在位于阿瓦里斯建立他们的国都。

## 重要人物
- 阿尼塔，赫梯国王。
- 姆特-阿什库尔、里姆什，亚述国王
- 萨姆苏·伊路那，巴比伦国王。
- 瑞姆辛一世，拉尔萨国王。
- 泄，夏朝君主。